# 明日葉みつは
明日葉 みつは （あしたば みつは、2000年〈平成12年〉1月30日 - ）は、日本のAV女優。ティーパワーズ所属。

## 略歴
2023年7月11日に「新人NO.1 STYLE 明日葉みつはAVDebut」でS1 NO.1 STYLE（エスワン）専属女優としてAVデビュー。
2024年6月12日週FANZAレンタルフロアランキングにて、『相部屋NTR 東北から上京してきた純朴新入社員が絶倫上司に仕組まれ朝から晩まで浮気セックスでイカされ続けた出張先の夜 明日葉みつは』が初登場7位にランクイン。
6月24日週の同ランキングでは同作が10位、『SEXの天才 明日葉みつはが底なしの性欲を満たす為のプライベート絶倫温泉旅行ドキュメント』が9位へとランクインした。
7月15日週、FANZAレンタルフロアランキングにおいて『SEXの天才 明日葉みつはが底なしの性欲を満たす為のプライベート絶倫温泉旅行ドキュメント』が7位を記録。FANZAレンタルフロア2024年7月度月間女優ランキングランキング5位。
10月7日週FANZA動画フロアランキングでは、2023年10月発売の『激イキ162回! 痙攣4480回! イキ潮1630cc! エロス覚醒 はじめての大・痙・攣スペシャル 明日葉みつは』が再注目されウィークリー9位まで上昇した。
同年11月4日週FANZA通販フロアランキングにて、出演した『S1 PRECIOUS GIRLS 2024 オールスター24名大集合ハーレムアイランドSpecial』が初登場1位にランクイン。11月11日週では同作が1位。DVD版も3位ランクイン。
2025年3月17日週FANZAレンタルフロアランキングにて、『優しくて自慢の長身彼女が水泳部顧問の性指導で寝取られた。明日葉みつは』が初登場3位。

## 人物
- 趣味はサウナ、散歩。特技は携帯ゲーム[10]。
- 東北から上京して4年目でAVデビュー。きっかけは三上悠亜に憧れたこと。長身であるためモデルを目指そうとしたが、東北の方言が抜けきれず断念した過去があり[11]、朴訥とした東北なまりが特徴[12]。当初は方言や175センチの長身がコンプレックスであった[12]が、デビュー後は長身を仕事に活かす事ができるようになり、自信に繋がったとインタビューで明かしている[10]。
- 中学高校はソフトボールをやっていた[11]。
- 初オナニーは高校1年生の頃で、それ以来ほぼ毎日している。また上京して一人暮らしを始めてからは、大人のおもちゃを使うようになった[11][10]。
- 初体験は20歳の時。上京して処女は不味いと思っていた頃に、友人から紹介された男性とホテルで事に及んだが、相手の男性も童貞で、さらに比較的大きめのモノだったこともあり、痛さから膣内に挿入できず断念。4回目でやっと挿入できたが、それでも動くことはできなかった[11]。デビュー前の経験人数は両手に収まるくらい[11][13]。
- 好きな異性のタイプは清潔感のある人[13]。

## 作品

### アダルトビデオ
- 新人NO.1 STYLE 明日葉みつはAVDebut（7月11日、S1 NO.1 STYLE）
- 人生初の大量潮吹き 明日葉みつは 初挑戦3本番（8月8日、S1 NO.1 STYLE）
- 激イキ162回! 痙攣4480回! イキ潮1630cc! エロス覚醒 はじめての大・痙・攣スペシャル 明日葉みつは（10月10日、S1 NO.1 STYLE）[14]
- 交わる体液、濃密セックス 完全ノーカットスペシャル 明日葉みつは（11月14日、S1 NO.1 STYLE）
- 毎日オナニーするほど性欲の強い明日葉みつはが30日間の禁欲を経て… 本能のままに男に跨り、腰振り、自イキする嘘偽りない禁欲騎乗位エクスタシー（12月12日、S1 NO.1 STYLE）

- 上京して3年半で初めて知った未知の快感… 1ヶ月媚薬を仕込まれ身体中が火照りおかしくなっちゃうようなキメセク大絶頂 明日葉みつは（1月9日、S1 NO.1 STYLE）
- 相部屋NTR 東北から上京してきた純朴新入社員が絶倫上司に仕組まれ朝から晩まで浮気セックスでイカされ続けた出張先の夜 明日葉みつは（2月13日、S1 NO.1 STYLE）[14]
- SEXの天才 明日葉みつはが底なしの性欲を満たす為のプライベート絶倫温泉旅行ドキュメント（3月12日、S1 NO.1 STYLE）[14]
- 長身美脚お姉さんがえっぐい馬乗りでヌキまくってくれる 騎乗位メンズエステ 明日葉みつは（4月9日、S1 NO.1 STYLE）
- あなたの五感をフルで刺激する 圧倒的美顔の舐め犯し接吻痴女 明日葉みつは（5月14日、S1 NO.1 STYLE）[14]
- 極美女CAになった幼馴染に再会、驚き、興奮からの1泊2日で痴女られデート 明日葉みつは（6月11日、S1 NO.1 STYLE）
- 絶倫男10人と禁欲女の7時間ハメっぱなしマシンガン大乱交 明日葉みつは（7月9日、S1 NO.1 STYLE）
- 職場の飲み会で酔って目を覚ましたら受付嬢‘みつは’ちゃんと2人きり… 清楚なのにムラムラ全開で求愛行動された俺は理性も彼女も忘れて朝まで何度も浮気SEXをしてしまった…。 明日葉みつは（8月13日、S1 NO.1 STYLE）
- 高身長ボディが感じ過ぎて宙に浮く程くねて跳ねるのけ反り媚薬漬けオイルマッサージ 明日葉みつは（9月10日、S1 NO.1 STYLE）[15]
- 男子生徒を発情ザルに変えた超絶プロポーション女教師の究極美脚 明日葉みつは（10月8日、S1 NO.1 STYLE）
- 明日葉みつは 初ベスト 透明感ある絹肌 身長175cmのモデル体型 最新12タイトル12時間スペシャル（10月29日、S1 NO.1 STYLE）※単体ベスト
- 優しくて自慢の長身彼女が水泳部顧問の性指導で寝取られた。 明日葉みつは（11月12日、S1 NO.1 STYLE）
- 清楚女子アナウンサーがホームレス集団を取材中に異臭ただよう寝床に拉致られ美人に飢えた連撃10発バコバコ!! 明日葉みつは（12月10日、S1 NO.1 STYLE）
- S1 PRECIOUS GIRLS 2024 オールスター24名大集合ハーレムアイランドSpecial（12月10日、S1 NO.1 STYLE）[16][17][18][19]

- べんろ～! ジュボボボボッ! 清楚な顔してフェラチオ好きすぎ顔射ナース 明日葉みつは（1月14日、S1 NO.1 STYLE）
- エスワン20周年記念 AV業界史に残る最強タッグ作品 世界に誇る一流女優たちが極上ご奉仕してくれる 超S1級 ハーレム風俗フルコース（1月28日、S1 NO.1 STYLE）[20]
- 「また飛べるならどんな事でもヤリます…」 翼の折れた客室乗務員は金持ち親父のヤミツキ肉便器 明日葉みつは（2月11日、S1 NO.1 STYLE）
- 若き囮捜査官、媚薬漬け痴漢に完全敗北。 明日葉みつは（3月11日、S1 NO.1 STYLE）
- 楓ふうあ170cm 明日葉みつは175cm 合計345cmの長身美女のWパンストで挟撃ロック! 身動き出来ずにイカせられちゃう5コーナー（4月29日、S1 NO.1 STYLE）[21]
- 見た目美人で中身が天然、なおかつドエロい! 押せばヤラせてくれるアパレル店の美脚お姉さんが最高すぎた 明日葉みつは（5月13日、S1 NO.1 STYLE）
- 後輩の頼みは絶対に断らない バレー部の優し～い”みつは先輩”に本気で甘えたらSEXできた話 明日葉みつは（6月10日、S1 NO.1 STYLE）
- エスワン20周年記念 AV業界史に残る最強タッグ作品 たまったら射精しよう わたしたち おチ●ポテクニシャンです。 本郷愛 河北彩伽 金松季歩 miru 三田真鈴 七ツ森りり 浅野こころ 奥田咲 楓ふうあ 明日葉みつは（6月24日、S1 NO.1 STYLE）[22]
- 上半身は仕事着、下半身は丸出しでリモート会議するズボラお姉ちゃんの半裸在宅勤務がたまらない!! 明日葉みつは（7月8日、S1 NO.1 STYLE）
- エスワン20周年記念 AV業界史に残る最強タッグ作品 1×18。AVメーカーS1所属の新人ADの俺は、最高セクシー女優様たちにこっそりシコられ、ハメられ、エロいことに巻き込まれる、AV職場ラッキーSEX（7月22日、S1 NO.1 STYLE）[23]
- 高身長の貧困女学生は小さいおじさん達に群がられ貪られ春を売る。 明日葉みつは（8月12日、S1 NO.1 STYLE）

### アダルトVR
- VR No.1STYLE 明日葉みつは 解禁 キス、騎乗位、感度全てがエロいSEXの天才新星と夢の性交体験（1月21日、S1 NO.1 STYLE）
- スレンダー美人の新入社員‘明日葉さん’と相部屋… ニヤニヤ顔で優し～く見下ろされて小悪魔淫語・ベロキス・顔面舐め回し朝が訪れるまで痴女られまくったほろ酔い逆NTR 明日葉みつは（7月11日、S1 NO.1 STYLE）[24]

### イメージビデオ
- ALL NUDE 明日葉みつは（2023年9月26日、Aircontrol）
- Mituha Stylish tomorrow・明日葉みつは（2024年1月18日、REbecca）

### 写真集
- 明日葉みつは1st写真集『クローバー』（2023年11月10日、ジーオーティー、撮影：LUCKMAN）ISBN 978-4823605567

### デジタル写真集
- ＃Escape 明日葉みつは（7月19日、ジーオーティー、撮影：manimanium）
- 明日葉みつは 立入禁止 〜昼下がりの海辺〜 週刊現代デジタル写真集【プレミアムヌードシリーズ】（7月31日、講談社、撮影：上野勇）
- スペシャル企画 全裸deサンバ! 2nd season FRIDAYデジタル写真集 明日葉みつは めぐり 辻井ほのか（9月5日、講談社、撮影：中場敏博）

- S1 COLLECTION vol.1（2025年4月22日、a-list photo anthology）※『S1 NO.1 STYLE』専属女優15名によるオムニバス写真集。
- 明日葉みつは かさなり vol.1 FRIDAYデジタル写真集（5月16日、講談社、撮影：小池大介）
- 明日葉みつは かさなり vol.2 FRIDAYデジタル写真集（5月16日、講談社、撮影：小池大介）
- 明日葉みつは かさなり vol.3 100ページ超特別版 FRIDAYデジタル写真集（5月16日、講談社、撮影：小池大介）

## 製品

### トレーディングカード
- CJ SEXY CARD SERIES VOL.112 明日葉みつは OFFICIAL CARD COLLECTION ～笑顔っていいな～（2024年6月29日、ジュートク）

### カレンダー
- 明日葉みつは 2024年カレンダー（2023年10月28日、SUNCARAT）
- 卓上 明日葉みつは 2024年カレンダー（2023年10月28日、SUNCARAT）

## 出演

### テレビ
- 月ともぐら（2023年11月17日 - 12月15日・2024年3月22日 - 5月31日・6月21日 - 6月28日・7月19日 - 9月27日、テレビ東京）

### ラジオ
- ねむチキ（2024年5月12日・19日・12月1日・8日、TBSラジオ）

### WEB配信
- カチコチTV（2024年10月18日#198・10月25日#199・11月1日#200、FANZA TV）

### トークライブ
- お月ちゃん大集合! スペシャルトークライブイベント ―ちょっとお時間いいですか?（2024年6月15日、東京・グレースバリ渋谷）[25]
- お月ちゃん大集合! スペシャルトークライブイベント -ちょっとお時間いいですか?- 2025 昼公演（2025年5月25日、東京・I'M A SHOW）

### 舞台
- 舞台版 月ともぐら 第2回 胸キュンコラボグランプリ（2024年10月25日、東京・草月ホール）-「ワールド∞」みつは 役[26]

### WEB掲載記事
- fempass掲載記事
- Midnight Street 明日葉みつは×六本木（2024年12月5日）